# Klic z gora (album)
Klic z gora je drugi studijski album ansambla Kvintet Avsenik, izdan na območju Slovenije in Jugoslavije, ki je leta 1960 izšel pri založbi Jugoton. Na njem so uspešnice "Sankaška polka" in "Jest sem si pa nekaj zmislil". 

## Sodelujoči

#### Kvintet Avsenik
- Slavko Avsenik – harmonika
- Franci Teržan – klarinet
- Franc Košir – trobenta
- Lev Ponikvar – kitara
- Mik Soss – bariton

#### Spremljava
- Danica Filiplič – vokal
- Franc Koren – vokal

#### Produkcija
- Vilko Ovsenik - producent, aranžer (A1, A2, A3, A4, B1, B2, B3, B4)
- Slavko Avsenik – avtor glasbe (A1, A2, A3, A4, B1)
- Frane Milčinski - Ježek - avtor besedila (A2)
- Zvonko Čemažar – avtor besedila (A1, A3)
- Ferry Souvan – avtor besedila (A4, B1)

## Seznam skladb
| A stran         | A stran                         | A stran                 | A stran                       | A stran |
| Št.             | Naslov                          | Besedilo                | Glasba                        | Dolžina |
| --------------- | ------------------------------- | ----------------------- | ----------------------------- | ------- |
| 1.              | „Igral sem na orglice‟ (valček) | Zvonko Čemažar          | Slavko Avsenik, Vilko Ovsenik | 2:20    |
| 2.              | „Šoferska polka‟ (polka)        | Frane Milčinski - Ježek | Slavko Avsenik, Vilko Ovsenik | 2:03    |
| 3.              | „Klic z gora‟ (valček)          | Zvonko Čemažar          | Slavko Avsenik, Vilko Ovsenik | 3:25    |
| 4.              | „Po nevesto‟ (polka)            | Ferry Souvan            | Slavko Avsenik, Vilko Ovsenik | 1:45    |
| Skupna dolžina: | Skupna dolžina:                 | Skupna dolžina:         | Skupna dolžina:               | 9:33    |

| B stran         | B stran                                | B stran         | B stran                       | B stran |
| Št.             | Naslov                                 | Besedilo        | Glasba                        | Dolžina |
| --------------- | -------------------------------------- | --------------- | ----------------------------- | ------- |
| 1.              | „Sankaška polka‟ (polka)               | Ferry Souvan    | Slavko Avsenik, Vilko Ovsenik | 2:22    |
| 2.              | „S'm se rajtov ženit'‟ (valček)        | ljudsko         | slovenska narodna             | 2:35    |
| 3.              | „Kaj mi nuca planinca‟ (polka)         | ljudsko         | slovenska narodna             | 2:23    |
| 4.              | „Jest sem si pa nekaj zmislil‟ (polka) | ljudsko         | slovenska narodna             | 2:26    |
| Skupna dolžina: | Skupna dolžina:                        | Skupna dolžina: | Skupna dolžina:               | 9:46    |